# 札幌観光バス
札幌観光バス株式会社（さっぽろかんこうバス）は、北海道札幌市清田区に本社を置き、貸切バス事業などを営む企業である。

## 沿革
- 1964年（昭和39年）3月6日 - 名古屋鉄道（名鉄）の出資により会社設立。
- 1995年（平成7年）4月1日 - 現社屋・ガイド寮・整備工場供用開始。
- 2006年（平成18年）2月28日 - 名鉄が保有する株式をジェイ・ウィル・パートナーズへ譲渡。名鉄グループから離脱しジェイ・コーチグループ入り[1]。
- 2011年（平成23年）12月1日 - 高級チャーターリムジン事業「クールスター」開始。
- 2012年（平成24年）5月30日 - ジェイ・ウィル・パートナーズが保有する株式をレジリエンス・インベストメンツ（社長の福村が設立に関った企業再生コンサルティング、ファンド[2]）へ譲渡。ジェイ・コーチグループから離脱[3]。
- 2020年（令和2年）
  - 8月31日 - 北海道北見バスを完全子会社化[4]。
  - 10月6日 - 北海道ファン新規開拓のための「ファンづくり課」発足。公式YouTubeチャンネル「なまらさっかんさん」と（現役バスガイドが道内観光情報を発信する）ポッドキャストコンテンツを立ち上げ。
- 2021年（令和3年）7月1日 - 札幌とウポポイ・二風谷コタンを結ぶシャトルバス「セタプクサ号」運行開始。
- 2025年（令和7年）4月 - 旭川電気軌道、北海道北見バスと資本業務提携を締結（予定）[5][6][7][8][9]。

## 社の特色
- 「Brighten up HOKKAIDO～北海道を輝かせよう」をスローガンに掲げ、道内貸切バス会社では数少ない「バスガイドを正社員として採用・育成」している。旅行業も手掛け自社開発ツアーを多数催行しており、新型コロナウィルス禍による収益減を打破すべく2021年夏に始まった「大型バス運転体験ツアー」は人気を博している。
- 2020年10月に立ち上がった公式YouTubeチャンネル「なまらさっかんさん」とポッドキャストは「コロナ禍による収益減を乗り越え、貸切観光バスを用いたバスガイド付き北海道旅行の魅力を全国へ発信する」ことを主目的としており、現役バスガイドによる道内各地オンラインバスツアーをはじめ多数のコンテンツを展開。2022年度は（コロナ禍による観光バス需要低迷のため見合わせていた）バスガイド新規採用を2019年度以来3年ぶりに再開して2名の新人ガイドが入社し、その研修の様子が「新人バスガイド奮闘記～デビューへの道」と題して動画公開されている。2023年度も1名の新人ガイドが入社しており、研修の模様は同社ツイッター・フェイスブック記事や「なまらさっかんさん」動画にて不定期配信中。
- 地元メディアでも多数紹介されており、2016年夏にはSTV（札幌テレビ放送）大家彩香アナウンサーと江別出身の俳優・大泉洋が同局バラエティ番組「1×8いこうよ」の企画取材「プロに学ぶ職業訓練編」で（札幌観光バスのガイド制服を着用して）バスガイドの仕事を体験し、ガイド寮内の撮影も特別許可。その模様は同年9月下旬から10月上旬にかけて3回シリーズで放送された。
- 毎年4月1日の入社式挙行後には、式に出席した関係者（社の幹部・新人ガイド研修講師を務める指導ガイド・当該年度入社の新人ガイド）がバスに乗っての「札幌市内遊覧」が恒例行事となっており、社内抽選で選ばれた入社2年目以上の先輩ガイドがその案内乗務を担当している（新型コロナの影響でガイド新規採用を見送った2020・2021年度は非実施）。ガイド新規採用は道内出身の高卒（見込）以上を中心に行われているが、接客・サービス業からの転職組も応募可能な「経験者採用枠」も設けられている。
- 北海道経済部観光局と厚生労働省北海道労働局より「北海道観光を担う人材の育成確保事業」を受託しており、運転手育成においては充実した運転技能習得と接客接遇研修により、（社員運転手の自社育成にとどまらず）道内各地の観光バス会社へバス運転手を多数輩出している。

## 貸切バス事業
事業区域は通常は札幌運輸支局管内および苫小牧市での発着が認められているが、貸切バス事業者安全性評価認定制度による優良事業者に限定した営業区域の弾力的な運用の特例で、2025年（令和7年）4月1日現在北海道全域となっている。
車両は2023年1月現在32台が登録されており、日野「セレガ（大型・中型）」と三菱「エアロエース（大型）」で構成。車体色は赤と白が基調の「丹頂」と、2008年にデビューした青が基調の「アース」がある。この他、乗務員・バスガイド研修車両として広島電鉄から中古導入した日野・セレガが在籍しており、こちらは白基調に社名表記のみのシンプルなカラーリングとなっている。

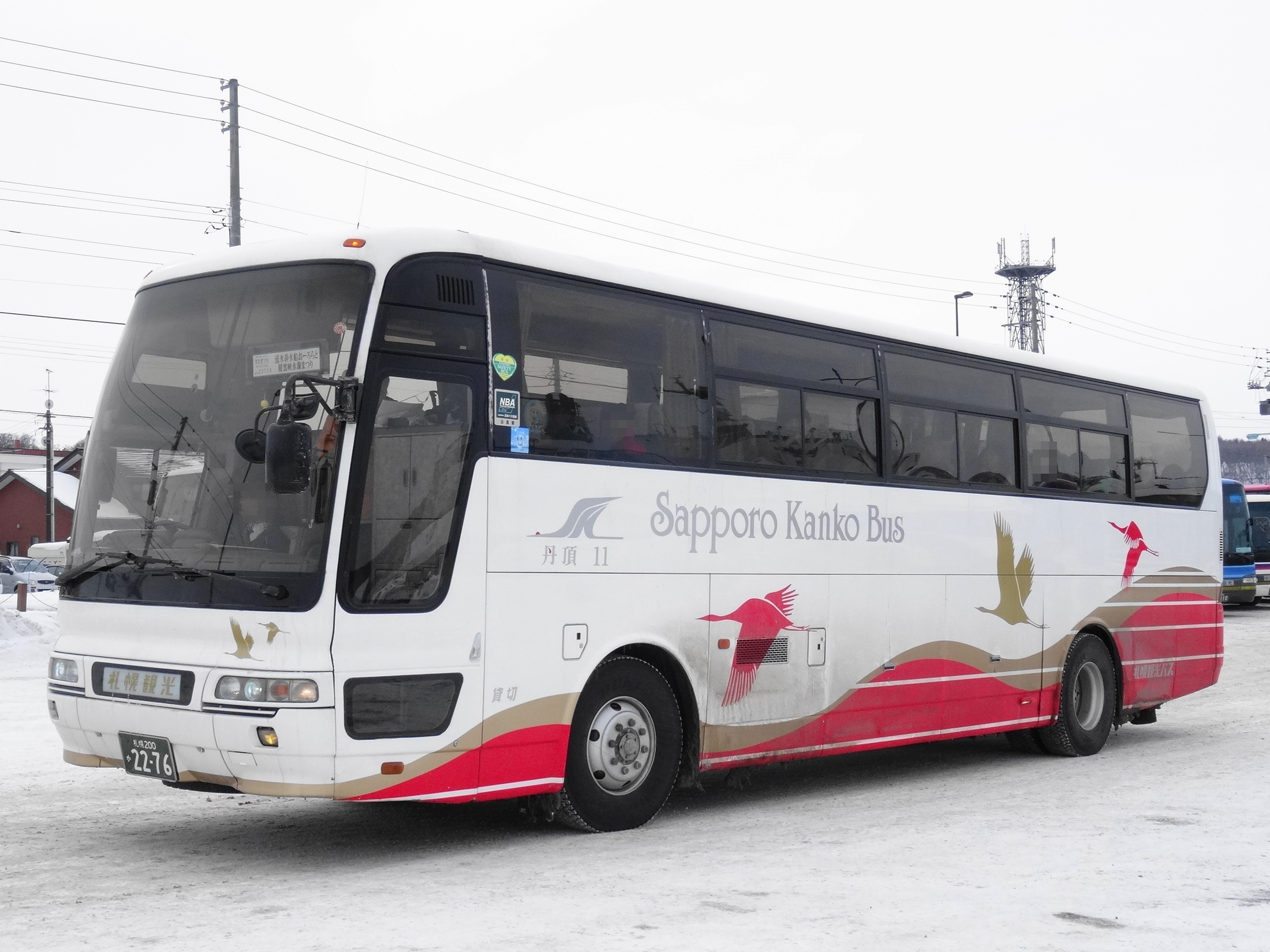
「丹頂」
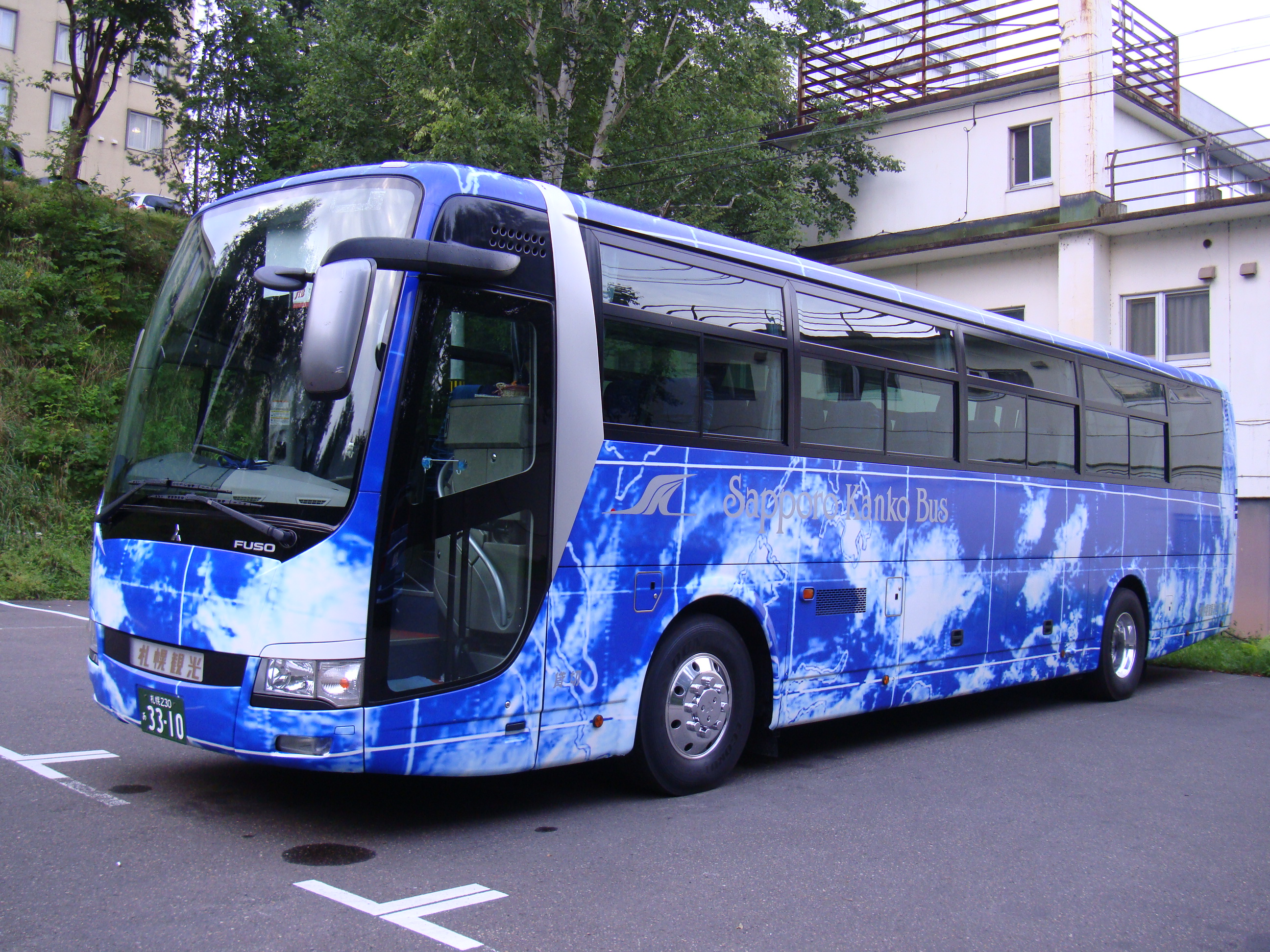
「アース」
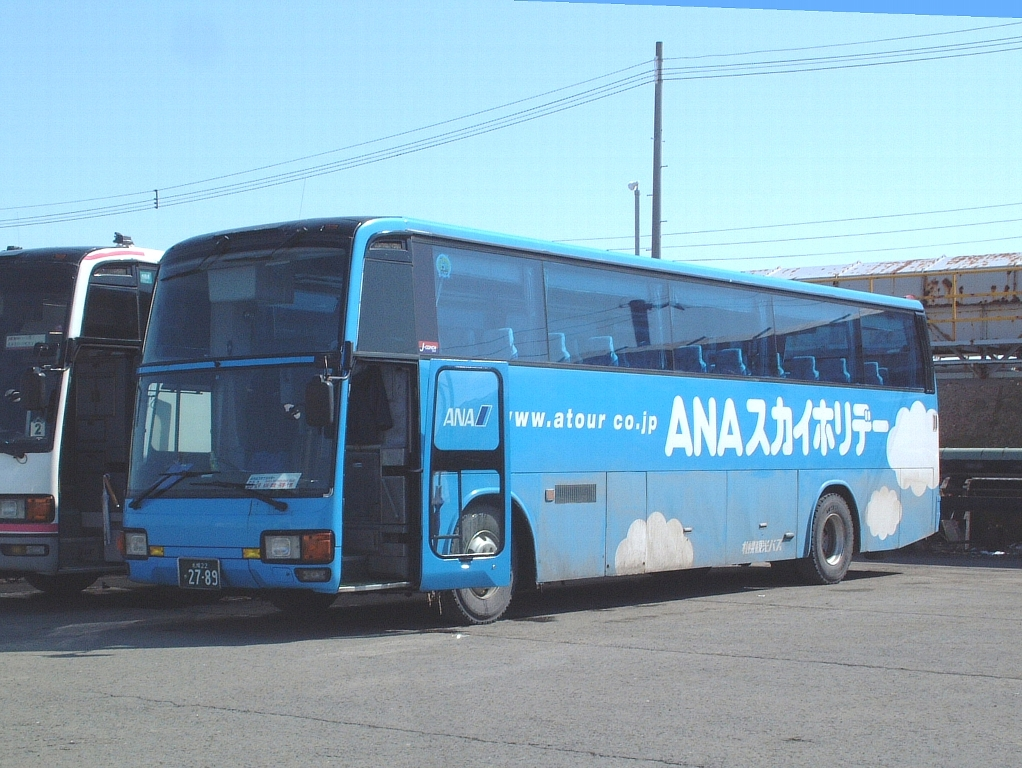
全日空スカイホリデー専用車（2008年）
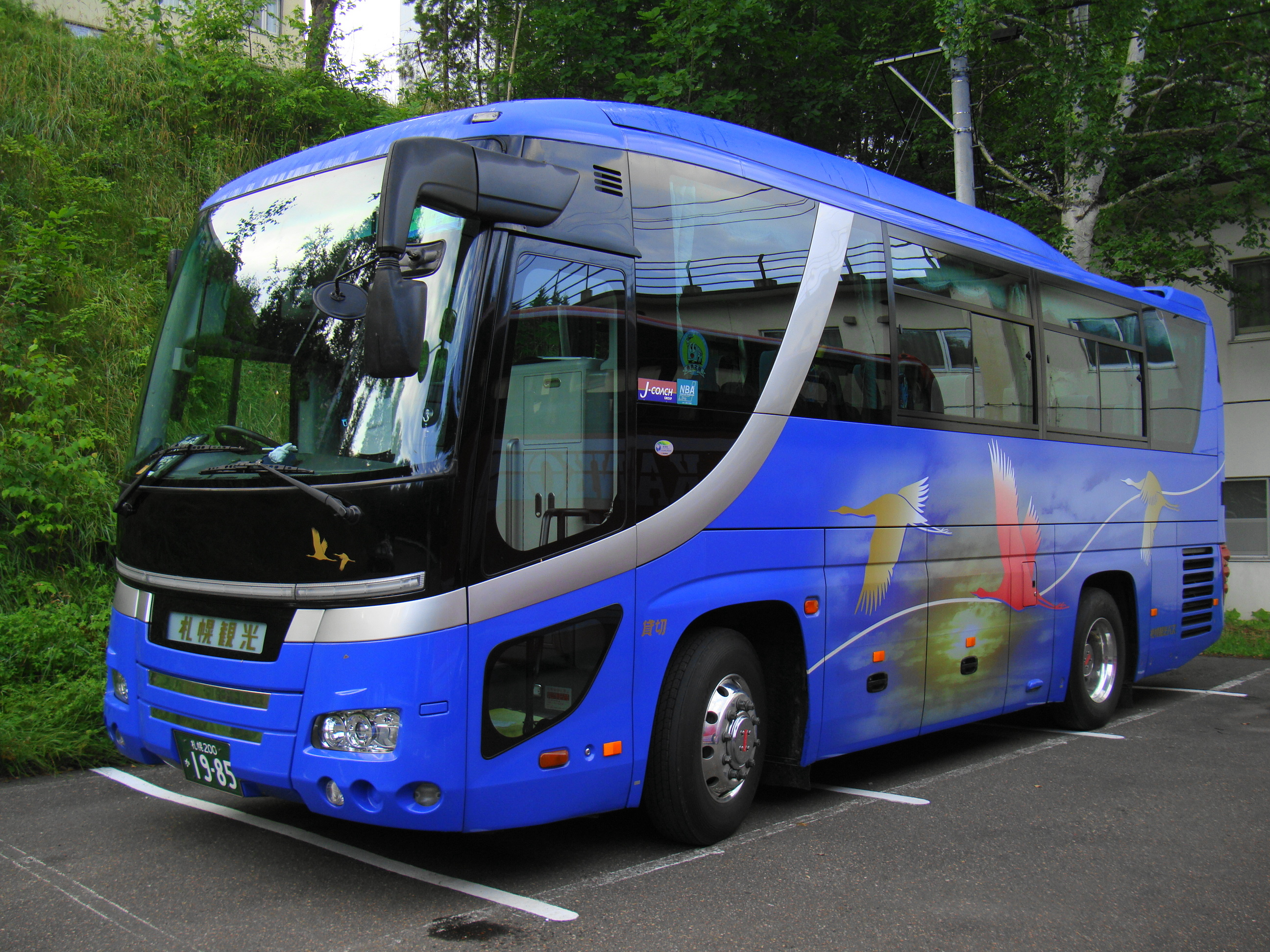

### シャトルバス
札幌観光バスの主催旅行（ツアーバス）として、札幌駅および新千歳空港と二風谷コタン（平取町）を結ぶ「セタプクサ号」を夏期に運行。復路はウポポイ（白老町）で見学時間を設定する。

## 運行受託
ドリーミントオホーツク号

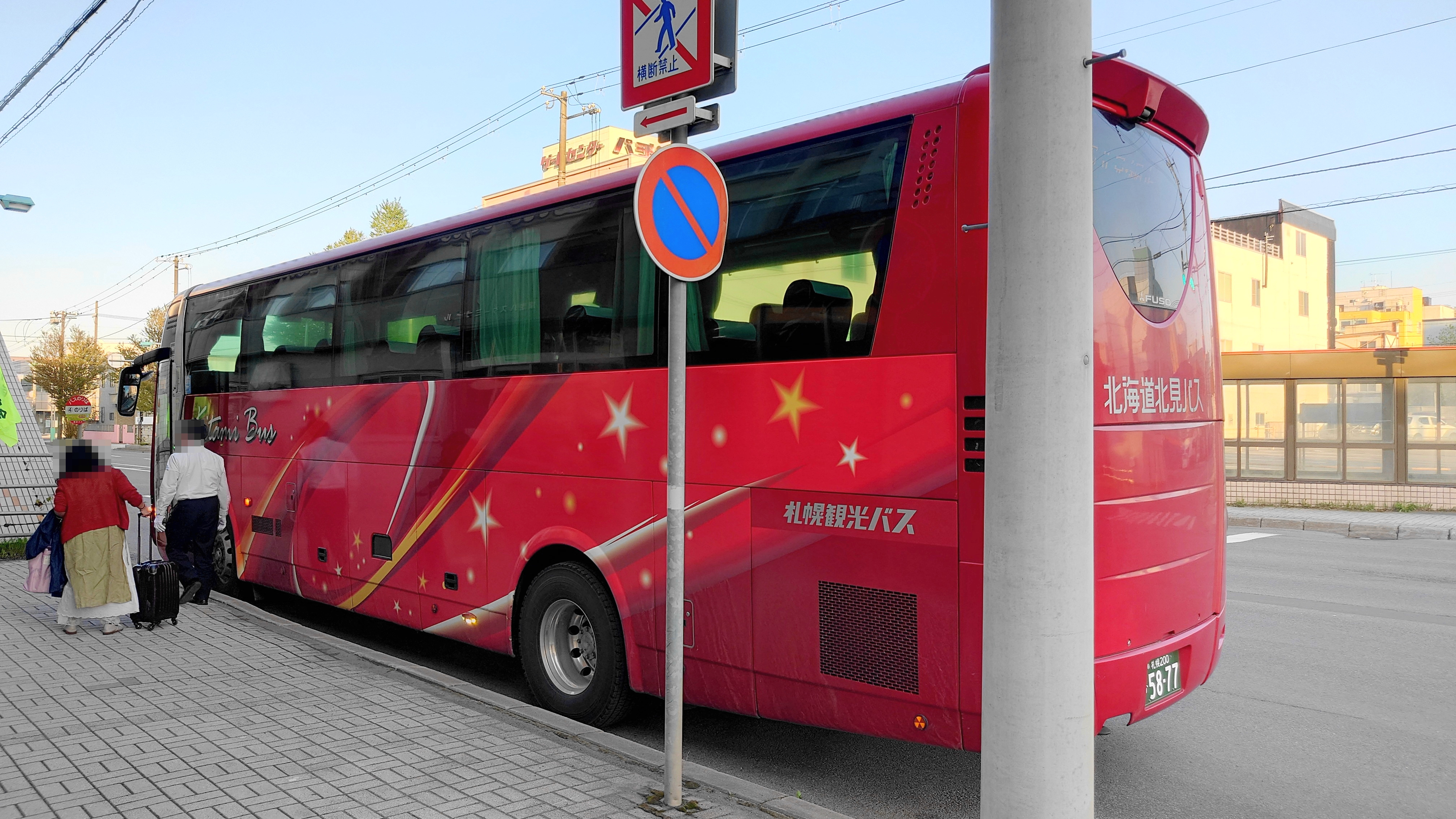
ドリーミントオホーツク号 札幌観光バス車両

北海道中央バス・北海道北見バス・網走バスが札幌 - 北見・網走間で運行する高速バス「ドリーミントオホーツク号」の北海道北見バス担当便の一部は、道路運送法第35条（管理の受委託）により札幌観光バスの車両・乗務員で運行する。
厚別ふれあい循環バス
- 厚別駅→厚別中央まちづくりセンター→旭町→ひばりが丘駅→青葉町1丁目→新さっぽろ駅→東商業高校→厚別中央5条5丁目→厚別駅

2003年（平成15年）4月1日に北海道中央バス（白石営業所）が定期運行を開始。1日約400人の利用があったが、2024年（令和6年）になり乗務員不足等から同年度をもって路線廃止する旨を表明した。札幌市による代替交通導入の基準に満たないことから地元町内会が検討を開始。厚別中央町内会連合会（厚別ふれあい循環バス対策検討会）が主体となり、札幌市が補助等で協力、札幌観光バスが運行を担当する形での引き継ぎが決定。道路運送法第21条（貸切バス事業者による乗合旅客の運送）により2025年（令和7年）4月1日から運行開始した。当初1年間は実証運行とし3箇月ごとに実績を検証。1日200人の利用を運行継続の目安としているが、運行開始から6月までの3箇月間の利用者数は1日あたり150から180人と目標を下回っている。SAPICA等のICカード乗車券は使用できない。

## 系列会社
- 北海道二次交通株式会社（旧・株式会社クールスター、高級リムジン部門）
- 知床アルパ株式会社（斜里バス#関連会社も参照）
- 北海道北見バス株式会社